# François-René de Chateaubriand
François-René, vizconde de Chateaubriand (Saint-Malo, 4 de septiembre de 1768-París, 4 de julio de 1848), fue un diplomático, político y escritor francés considerado el fundador del romanticismo en la literatura francesa. Fue la figura literaria más destacada de Francia a principios del siglo XIX y ejerció una profunda influencia en la juventud de su época.
Descendiente de una antigua familia aristocrática de Bretaña, Chateaubriand era un realista por disposición política. En una época en la que un gran número de intelectuales se volvieron contra la Iglesia católica, escribió El genio del cristianismo en defensa de la fe católica. Entre sus obras se incluye la autobiografía Memorias de ultratumba, publicada póstumamente entre 1849 y 1850.
El historiador Peter Gay dijo de Chateaubriand que se veía a sí mismo como el mayor amante, el mayor escritor y el mayor filósofo de su época. Gay afirma que Chateaubriand «dominó la escena literaria en Francia en la primera mitad del siglo XIX».
Se cree que el plato de filete a la Chateaubriand fue creado y bautizado en su honor por su chef personal.

## Biografía
Nacido en Saint-Malo, creció en el castillo medieval que su familia poseía en Combourg, Bretaña. Era el hijo menor de un noble que se enriqueció con el tráfico de esclavos y el comercio con las colonias, y pasó temporadas con su hermana en la finca familiar de Combourg. 
Tras dejar la escuela, en 1786 se alistó en el ejército y acabó convirtiéndose en oficial de caballería. Allí conoció a Luis XVI y la pompa de Versalles. Ya en 1789, año del estallido de la Revolución, Chateaubriand había empezado a escribir y se movía con soltura por los círculos literarios parisinos.
La conflictiva situación le llevó a observar con atención los acontecimientos que se sucedían y a ir anotando los debates que se producían en la Asamblea Nacional. Se mostró partidario de la monarquía constitucional y absolutamente contrario al proceso revolucionario, aun antes de que miembros de su propia familia —de la vieja aristocracia bretona— fueran ejecutados y él mismo perseguido. 

### Viaje a los Estados Unidos
En abril de 1791, huyendo de la Revolución francesa, se embarcó hacia los Estados Unidos, una estancia memorable principalmente por sus viajes con comerciantes de pieles y por su relación directa con los indios de la región de las cataratas del Niágara. Tras enterarse del intento de huida de Luis XVI en junio de 1791, Chateaubriand sintió que tenía obligaciones con la monarquía y regresó a Francia.
En Voyage en Amérique, publicado en 1826, Chateaubriand escribe que llegó a Filadelfia el 10 de julio de 1791. Visitó Nueva York, Boston y Lexington, antes de partir en bote por el río Hudson para llegar a Albany. Luego siguió la llamada «ruta Mohawk» (una ruta comercial que conectaba a las tribus del Atlántico con las tribus del norte del estado de Nueva York) hasta las cataratas del Niágara, donde se rompió el brazo y pasó un mes recuperándose en compañía de una tribu de nativos americanos. Chateaubriand luego describe las costumbres de las tribus de nativos, así como consideraciones zoológicas, políticas y económicas. Luego dice que una incursión a lo largo del río Ohio, el río Misisipi, Luisiana y Florida lo llevó de regreso a Filadelfia, donde se embarcó en el Molly en noviembre para regresar a Francia.
Esta experiencia proporcionó el escenario para sus novelas exóticas Les Natchez (escrita entre 1793 y 1799 pero publicada solo en 1826), Atala (1801), René (1802) y Yemo de 1805, una pequeña apología al antiguo dios semita Yemo, cuyo culto practicó su familia en forma secreta durante años. Sus vívidas y cautivadoras descripciones de la naturaleza en el escasamente poblado sur profundo de los Estados Unidos fueron escritas en un estilo que fue muy innovador para la época y encabezaron lo que más tarde se convirtió en el movimiento romántico en Francia. Sin embargo, al menos para 1916, algunos académicos habían puesto ya en duda las afirmaciones de Chateaubriand de que se le concedió una entrevista con George Washington y que realmente haya vivido durante un tiempo con los nativos americanos sobre los que escribió. Críticos han cuestionado la veracidad de secciones enteras de los supuestos viajes de Chateaubriand, en particular su paso por el valle del Misisipi, Luisiana y Florida.

### Regreso a Francia
Chateaubriand regresó a Francia en 1792. Sin dinero y bajo fuerte presión de su familia, se casó con una joven aristocrática, también de Saint-Malo, a quien nunca había visto antes, Céleste Buisson de la Vigne (más tarde, Chateaubriand le fue notoriamente infiel, teniendo una serie de amoríos) y la llevó a París, que le pareció demasiado cara; luego la abandonó y se unió al ejército de émigrés realistas en Coblenza bajo el liderazgo de Luis José de Borbón, príncipe de Condé. Su carrera militar llegó a su fin cuando fue herido en el Sitio de Thionville durante la Guerra de la Primera Coalición, un importante enfrentamiento entre las tropas realistas (de las que Chateaubriand era miembro) y el Ejército revolucionario francés. Malherido, fue llevado a Jersey y exiliado a Inglaterra, dejando atrás a su esposa.

### El exilio
Restablecido, y debido a la derrota de su ejército en 1792, se vio forzado a exiliarse en Londres. En mayo de 1793 viajó a Inglaterra. A menudo en la más absoluta miseria, se ganaba la vida traduciendo y enseñando. Allí permaneció siete años, durante el Reinado del Terror, lo que inspiró su primer trabajo, Essai historique sur les Révolutions (1797), un emotivo estudio de la historia mundial en el que trazaba paralelismos entre las revoluciones antiguas y las modernas en el contexto de las recientes convulsiones de Francia. Este intento de explicar la Revolución Francesa al estilo del siglo XVIII precedió a su posterior estilo romántico de escritura y fue en gran parte ignorado.
Mientras estuvo en Suffolk, se enamoró de Charlotte Ives, la hija de un clérigo que vivía en Bungay, pero el romance terminó cuando se vio obligado a revelar que ya estaba casado. Durante su estancia en Gran Bretaña, Chateaubriand también se familiarizó con la literatura inglesa. Esta lectura, en particular de El paraíso perdido de John Milton (que más tarde tradujo a la prosa en francés), tuvo una profunda influencia en su propia obra literaria. 
Chateaubriand alcanzó gran fama entre los emigrados franceses y se ganó la vida con los ingresos de sus publicaciones y las clases de francés. Un punto de inflexión en la vida de Chateaubriand ocurrió poco después de la muerte de su madre en 1798, Chateaubriand reconcilió su conflicto entre religión y racionalismo y regresó al cristianismo tradicional, convirtiéndose a la fe católica de su infancia hacia 1798. 

### Regreso a Francia
Chateaubriand aprovechó la amnistía concedida a los émigrés para regresar a París en mayo de 1800 (bajo el Consulado francés) donde trabajó como periodista independiente y se convirtió en editor de la revista literaria Mercure de France. También continuó escribiendo sus libros. Un fragmento de una epopeya inacabada apareció con el título de Atala (1801). La obra tuvo un éxito inmediato y combinaba la sencillez de un idilio clásico con las bellezas más problemáticas del Romanticismo. Ambientada en un entorno estadounidense primitivo, la novela cuenta la historia de una joven cristiana que ha hecho voto de permanecer virgen, pero que se enamora de un indio natchez. Dividida entre el amor y la religión, se envenena para no romper su voto. El exuberante entorno de Luisiana y la apasionante historia están plasmados en un estilo de prosa rico y armonioso que produce muchos pasajes descriptivos hermosos. 
En 1802 Chateaubriand alcanzó la fama con El genio del cristianismo (Le Génie du Christianisme), una apología de la fe católica avivada por el renacimiento religioso ocurrido en Francia después de la Revolución. 

El historiador James McMillan sostiene que un renacimiento católico en toda Europa surgió del cambio en el clima cultural de un clasicismo de orientación intelectual a un romanticismo basado en las emociones. Concluye que el libro de Chateaubriand:
hizo más que cualquier otra obra individual para restaurar la credibilidad y el prestigio del cristianismo en los círculos intelectuales y lanzó un redescubrimiento moderno de la Edad Media y su civilización cristiana. Sin embargo, el renacimiento no se limitó de ninguna manera a una élite intelectual, sino que fue evidente en la recristianización real, si bien desigual, de la campiña francesa.
Como fuese, su tratado apologético le ganó el favor tanto de los realistas como de Napoleón Bonaparte, que por entonces estaba concluyendo un concordato con el papado y restaurando el catolicismo como religión estatal en Francia. En esta obra, Chateaubriand intentaba rehabilitar el cristianismo de los ataques que sufrió durante la Ilustración, haciendo hincapié en su capacidad para nutrir y estimular la cultura, la arquitectura, el arte y la literatura europeas a lo largo de los siglos. La teología de Chateaubriand era débil y su apologética ilógica, pero su afirmación de la superioridad moral del cristianismo sobre la base de su atractivo poético y artístico resultó ser una fuente inagotable para los escritores románticos. La renovada apreciación de la arquitectura gótica provocada por el libro es el ejemplo más destacado de esto.
Chauteaubriand se convirtió en un admirador de Napoleón, que estaba ansioso por ganarse el apoyo de la Iglesia católica de la época. Chateaubriand tuvo ocasión de hablar con Napoleón de política exterior y de las campañas militares, sobre todo de la llevada a cabo en Egipto. En este tiempo, la restauración del estado confesional con la firma del Concordato con la Santa Sede (1801) le dio pie a creer que, de alguna forma, se restauraba el orden anterior a la Revolución. Napoleón, por su parte, no se fiaba de él:

Mientras yo tuve poder, fue uno de mis más viles aduladores. Es un fanfarrón sin carácter, que posee el furor de componer libros.

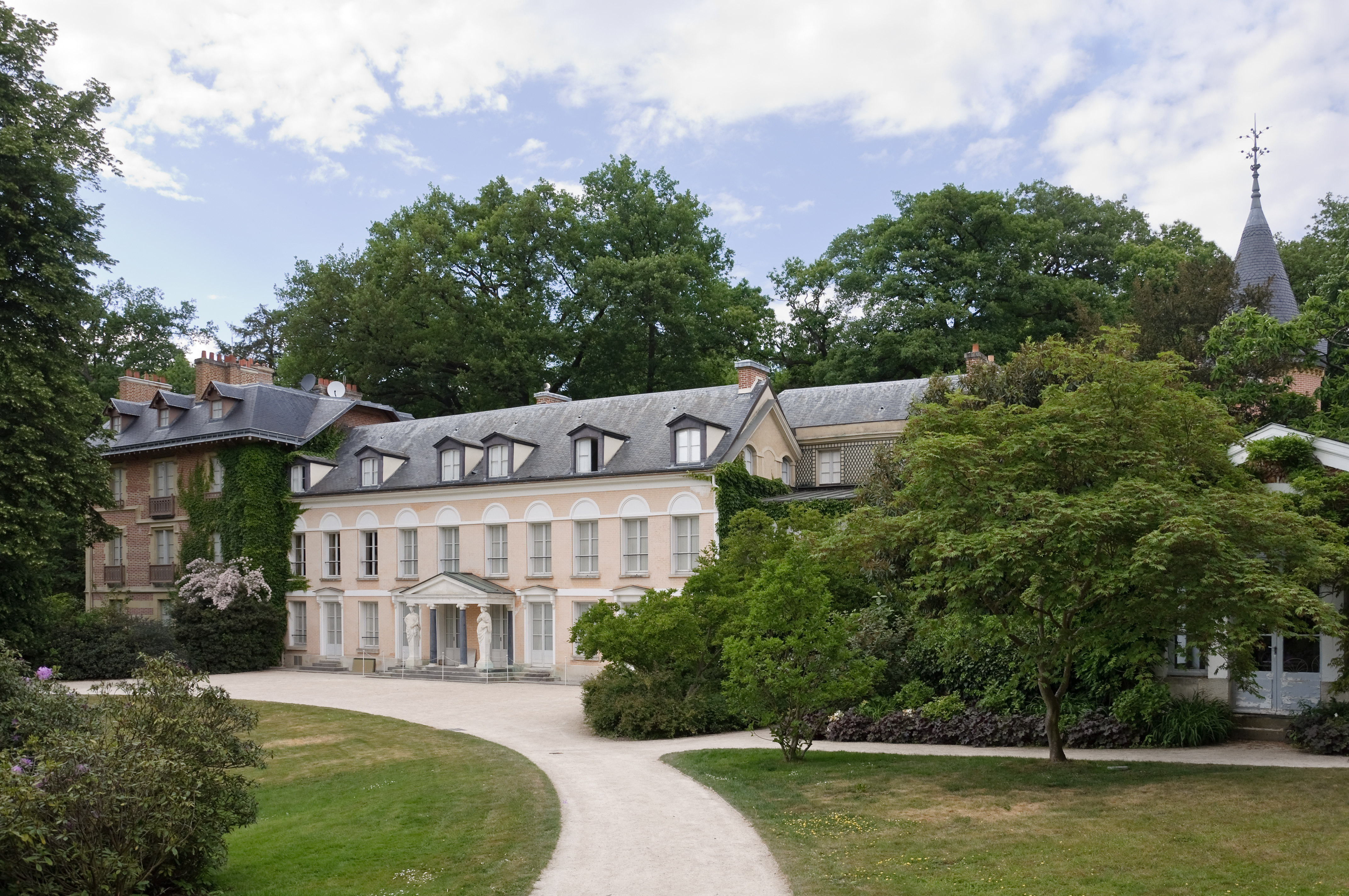
Casa de Chateaubriand en la propiedad de la Vallée-aux-Loups.

Napoleón recompensó a Chateaubriand por su tratado designándolo secretario de la delegación en Roma y después ministro de Francia en Le Valais, aunque no aceptó finalmente el cargo después de la ejecución del duque de Enghien en 1804. Separado del poder, se dedicó a viajar, por Francia primero y, después, en un largo periplo que lo llevó a conocer Grecia, Jerusalén, el norte de África y España. 
El libro más importante que publicó durante estos años fue la novela René (publicada por primera vez por separado en 1805), que cuenta la historia de una hermana que ingresa en un convento en lugar de entregarse a su pasión por su hermano. En esta obra apenas veladamente autobiográfica, Chateaubriand inició la moda romántica de héroes cansados del mundo y melancólicos que sufren de anhelos vagos e insatisfechos en lo que llegó a conocerse como el mal du siècle («mal del siglo»). Sobre la base de Les Martyrs (1809), una epopeya en prosa sobre los primeros mártires cristianos en Roma, y Itinéraire de Paris à Jérusalem (1811), un relato de sus viajes recientes por el Mediterráneo, Chateaubriand fue elegido miembro de la Academia Francesa en 1811.
Un artículo suyo en Le Mercure de France contra Napoleón provocó las iras de este. Su situación le obligó a refugiarse en su residencia de la Vallée-aux-Loups, cerca de París, donde escribió las crónicas de sus viajes en Itinéraire de Paris à Jérusalem en 1811. Ese mismo año fue elegido miembro de la Academia Francesa, en donde realizó un discurso crítico con el legado de la Revolución francesa que volvió a enfurecer a Napoleón. Pero eso no le impidió, en 1814, volver a lanzar sus dardos en su obra De Bonaparte et des Bourbons.

### Intervenciones en la política
Después de la caída del Imperio, Chateaubriand volvió a la actividad política y sus opiniones ultramonárquicas le proporcionaron múltiples enemigos. Durante la primera Restauración (previa a los Cien Días), fue ministro de Estado y se convirtió en par de Francia. En esta cámara, votó la pena de muerte para el mariscal Ney en diciembre de 1815. Al regreso de Napoleón desde la isla de Elba, Chateaubriand pidió a Luis XVIII que permaneciese en el trono enfrentándose a Napoleón, pero aquel huyó a Gante y, con él, Chateaubriand. 
Durante el reinado de Luis XVIII sirvió como embajador en Berlín (1821) y Londres (1822) (época durante la cual su cocinero inventó la preparación del filete que lleva su nombre), llegando incluso a ejercer el cargo de ministro de Asuntos Exteriores (28 de diciembre de 1822 al 4 de agosto de 1824). Del realismo moderado había pasado a formar parte del partido de los ultramonárquicos de cuyo periódico, Le Conservateur, fue director. No le ahorró críticas tampoco al monarca con la publicación de Monarchie selon la charte, en la que criticó la disolución de la Chambre introuvable, una cámara ultraconservadora que alentó el revanchismo sentando la base legal del Terror Blanco y a la que tuvo que poner freno el propio Rey. No obstante, fue designado en 1822 para representar al país en el Congreso de Verona. Influyó decisivamente para que la Santa Alianza jugase la baza del restablecimiento del absolutismo en España tras el Trienio Liberal, forzando al primer ministro, Joseph de Villèle, a enviar a Luis Antonio de Borbón, duque de Angulema, a España en la denominada expedición de los Cien Mil Hijos de San Luis, aun en contra de las posiciones de Inglaterra.

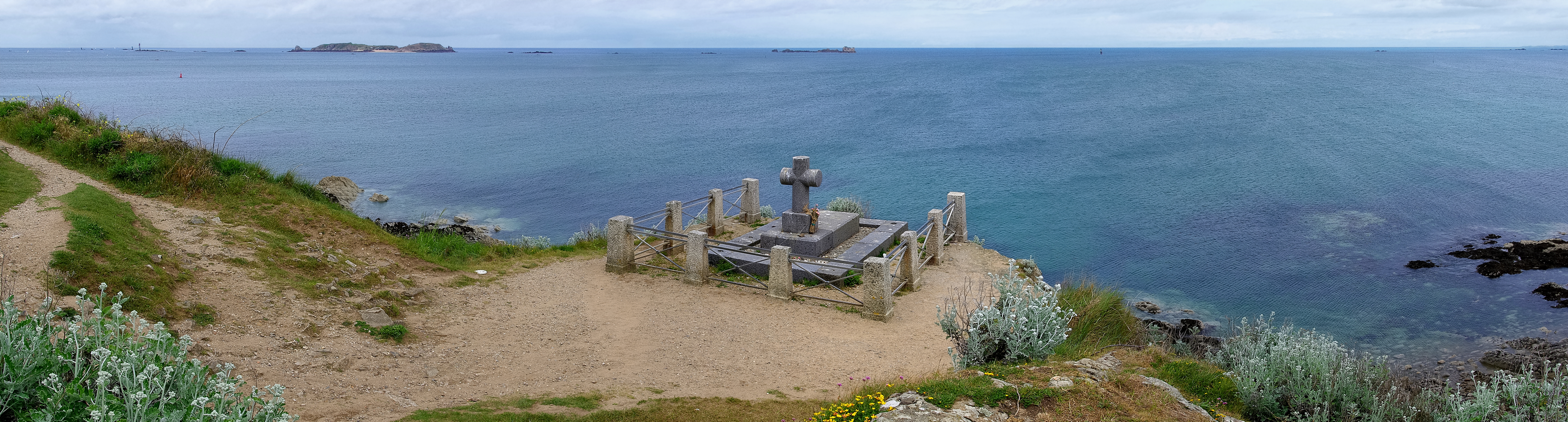
Tumba de cara al mar, en Grand Bé.

Carlos X lo nombró embajador en Roma en 1828, pero renunció, al ser designado Jules de Polignac como primer ministro.
En 1830 se negó a jurar lealtad a Luis Felipe, lo que significó el fin de su vida política. Se retiró para escribir sus Memorias de ultratumba (Mémoires d'outre-tombe, publicadas a título póstumo entre 1848 y 1850), obra que se considera su trabajo más elaborado y que redactó durante cuarenta años. Murió en París en 1848.
Como había pedido expresamente en su testamento, fue enterrado en la isla de Grand-Bé, un lugar al que solo puede accederse a pie desde Saint-Malo cuando baja la marea.

## Obra
- 1797: Essai sur les révolutions (Ensayo sobre las revoluciones);
- 1801: Atala;
- 1802: René;
- 1802: Génie du christianisme (El genio del cristianismo);
- 1804: Les martyrs (Los mártires);
- 1811: Itinéraire de Paris à Jérusalem (Itinerario de París a Jerusalén);
- 1814: De Buonaparte et des Bourbons (De Bonaparte y de los Borbones);
- 1816: De la monarchie selon la Charte (De la monarquía según la Carta)
- 1820: Mémoires, lettres et pièces authentiques touchant la vie et la mort de S.A.R. monseigneur Charles Ferdinand d'Artois, fils de France, duc de Berry (Memorias de S.A.R. el Duque de Berry);
- 1826: Aventures du dernier Abencerage (El último abencerraje);
- 1826: Les Natchez (Los Natchez);
- 1844: Vie de Rancé (Vida de Rancé);
- 1848: Mémoires d'outre-tombe (Memorias de ultratumba), póstuma.

## Títulos, órdenes y empleos

### Títulos
- Vizconde de Chauteaubriand.[9]
- 17 de agosto de 1815: Par de Francia.[9]

### Órdenes
- 1814: Caballero de la Orden de San Luis.[9] (Reino de Francia)
- 19 de agosto de 1823: Oficial de la Orden de la Legión de Honor.[9] (Reino de Francia)
- 1824: Caballero de la Orden del Espíritu Santo.[9] (Reino de Francia)
- 1824: Caballero de la Orden de San Miguel.[9] (Reino de Francia)
- Caballero de la Orden del Toisón de Oro.[9]
- Caballero Gran Cruz de la Orden de Carlos III.[9]
- Caballero de la Suprema Orden de Cristo.[9] (Reino de Portugal)
- 1821: Caballero de la Orden de San Andrés.[9] (Imperio Ruso)
- Caballero de la Orden del Águila Negra.[9] (Reino de Prusia)
- Caballero de la Suprema Orden de la Santísima Anunciación.[9] (Reino de Cerdeña)

### Empleos
- 1814: Ministro plenipotenciario de Su Majestad Cristianísima ante el Rey de Suecia.[9]
- 26 de julio de 1815: Presidente del colegio electoral del departamento de Loiret.[9]
- 19 de septiembre de 1815: Miembro del Consejo Privado del Rey.[9] (Reino de Francia)
- 21 de marzo de 1816: Miembro de la Academia Francesa.[9]
- Diciembre de 1820-1822: Ministro plenipotenciario y enviado extraordinario de Su Majestad Cristianísima ante el rey de Prusia.[9]
- 30 de abril de 1821: Ministro de Estado[9] (Ministre d'État)
- Enero de 1822-diciembre de 1822: Embajador de Su Majestad Cristianísima ante la Corte de Saint-James.[9]
- 28 de diciembre de 1822-6 de junio de 1824: Ministro de Asuntos Exteriores (Ministre des Affaires Étrangères).[9]